# Idjuniving Island
Idjuniving Island är en ö i Kanada.   Den ligger i territoriet Nunavut, i den östra delen av landet, 2 600 km norr om huvudstaden Ottawa. Arean är 13,0 kvadratkilometer.
Terrängen på Idjuniving Island är lite kuperad. Öns högsta punkt är 390 meter över havet. Den sträcker sig 4,0 kilometer i nord-sydlig riktning, och 6,4 kilometer i öst-västlig riktning.